# Paweł Bogocz
Krzysztof Paweł Bogocz (ur. 26 lutego 1969 w Zebrzydowicach) – polski producent dokumentalnych form filmowych poświęconych współczesnej sztuce, scenarzysta i reżyser TV, realizator filmowych form reklamowych i promocyjnych, autor zdjęć i kreacji plastycznych, autor tekstów piosenek, kompozytor, producent muzyczny, twórca wideoklipów, muzyk, dziennikarz muzyczny, PR-owiec; absolwent dziennikarstwa na Uniwersytecie Śląskim. Pracował w TVP3 Katowice.

## Twórczość
Jest jednym z bardziej znanych i uznanych polskich realizatorów wideoklipów – m.in. zespołów: Dżem, SBB, Izrael, Pogodno, Homo Twist, Łzy, Püdelsi, Negatyw, IRA, Agressiva 69, Kazik Staszewski, Lech Janerka, Big Cyc, a także Stachursky’ego i Marzeny Korzonek (2007, debiutancki jej wideoklip „Dlatego kochaj!” nagrywano przy będzińskim zamku). Współpracował także z wykonawcami zagranicznymi – R.E.M., Soulfly (Max Cavalera).
Autor pierwszej polskiej muzycznej „złotej płyty” DVD (Püdelsi – „Wolność słowa”), najpopularniejszej muzycznej polskiej płyty DVD („Dżem – 30 lat” – potrójna platyna) oraz pierwszego polskiego licencjonowanego muzycznego dysku blu-ray („Dżem – Symfonicznie”) i kilkudziesięciu innych wydawnictw. Polski promotor m.in. Allan Parsons Project i Lutricii McNeal.
Twórca zagranicznych projektów m.in. dla takich wykonawców jak Max Cavalera (Soulfly, Sepultura – „For the little Mouses”), R.E.M („Bad day”), Genesis („Live Classics”), David Lamar („Nothing Bad”).
Realizował spoty reklamowe i promocyjne (m.in. Ferrero Tic Tac, Boiron, Junkers, Jurajska, Lidl, Florovit, Cracow Airport i Chopin Vodka).
Jego filmy były premierowo prezentowane zarówno podczas posiedzeń rządu RP, jak i w Parlamencie Europejskim.
Twórca videoartów inspirowanych polska poezją m.in. na zlecenie Muzeum Powstania Warszawskiego – „Tadeusz Gajcy” (transmisja w TVN) oraz dla diecezji sosnowieckiej – „Karol Wojtyła”.
Był beneficjentem programu Ministerstwa Kultury i Dziedzictwa Narodowego – „Media z kulturą”.
W 2005 zrealizował impresję filmową „My Silesia” do muzyki Wojciecha Kilara w wykonaniu Orkiestry Kameralnej Aukso. Premiera miała miejsce podczas uroczystości otwarcia Biura Województwa Śląskiego przy Parlamencie Europejskim w Brukseli.
Zrealizował wiele czołówek programów TV oraz opraw graficznych kanałów telewizyjnych.
Współorganizator i przewodniczący jury pierwszej edycji międzynarodowego festiwalu wizualizacji „VIDEOZONE”.
Jako reżyser i producent filmów dokumentalnych od wielu lat współpracuje z Andrzejem Celińskim (nominacja do Oscara za film dokumentalny w 2006) oraz z Adamem Sikorą (Srebrna Żaba Camerimage 2005) – jednak nie brał udziału przy nagrodzonych projektach. Przygotował m.in. film promujący Stadion Śląski przed EURO 2012.
Jako muzyk był liderem i gitarzystą punkowego zespołu Kasaja, jest też jednym z założycieli wraz z Robertem Brylewskim undergroudowego kolektywu artystycznego 52UM.PL (gitarzysta, kompozytor, autor tekstów piosenek).
Był jurorem festiwali VJ-i i krótkich form filmowych.
Źródło: Profil na portalu Myspace

## Nagrody
Jest laureatem wielu konkursów (m.in. nagroda polskiego przemysłu fonograficznego Fryderyk, nagroda Yach Film Festiwal).
W 2003 był nominowany na 12. Festiwalu Polskich Wideoklipów „Yach Film” w 6 kategoriach (Niski budżet, Inna energia, Scenografia roku, Scenariusz roku, Reżyseria roku oraz Grand Prix). Nominację za kreacje aktorskie w jego klipach otrzymali Jose Torres i Maciej Maleńczuk.
Za klip „Wolność słowa” (Pudelsi) dostał nagroda polskiego przemysłu fonograficznego (Fryderyk 2004) za najlepszy teledysk roku.
Za scenariusz klipu „Dawna dziewczyno” otrzymał nagrodę na 13. Festiwalu Polskich Wideoklipów „Yach Film” (październik 2004).
W 2006 teledysk „Gdybyś był” zajął drugie miejsce w organizowanej przez OGAE Polska polskiej preselekcji do konkursu „OGAE Video Contest 2006” odbywającym się w Izmirze (Turcja).

## Polityka
W wyborach samorządowych w 2014 kandydował na prezydenta Będzina z ramienia komitetu wyborczego wyborców „Grupa Bogocza – Będzin Lepiej” (popierały go Kongres Nowej Prawicy, Stowarzyszenie „Republikanie” i Partia Libertariańska). Zajął ostatnie, 5. miejsce, otrzymując 3,92% głosów.

## Życie prywatne
Jest żonaty, ma dwoje dzieci. Dorastał w Jastrzębiu-Zdroju, po studiach zamieszkał w Sosnowcu. Od 1999 wraz z rodziną mieszka w Będzinie.